# Шепарович Лев Зеновійович
Шепарович Лев Зеновійович (Зенонович) (1887, с. Колодіївка, нині Тисменицький район, Івано-Франківська область — 1941, Краків) — інженер-електрик, сотник-інженер, командир звідомного полку, згодом начальник зв'язку в Начальній Команді УГА, брат Юрія, Романа і Юліяна Шепаровича

## Життєпис
Родом із села Колодіївки близько Станиславова. Навчався в цісарсько-королівській гімназії у Станиславові. Інженерну освіту здобув у Карлсруе (Німеччина). Під час Першої світової війни служив у телеграфних військах австро-угорської армії у званні оберлейтенанта (1 лютого 1918).
У листопаді 1918 р. під час Листопадового чину очолював взяття під контроль у Львові головної пошти й телеграфної централі, з якої повідомив про встановлення влади Української держави. Перебуваючи 1920 р. з технічним куренем у Балті, зв'язався з українськими повстанцями й уможливив у квітні перехід Технічного куреня на сторону Дієвої Армії УНР під команду генерала Михайла Омеляновича-Павленка. По війні у Львові голова «Карпатського Лещетарського Клубу» (1924 — 1929). Очолював відділ німецької фірми Зіменс-Шукерт у Галичині до 1939 р.
Помер у Кракові.

## Нагороди
- Срібна медаль «За хоробрість» ІІ класу[4]
- Пам'ятний хрест 1912/13[4]